# John Houghton

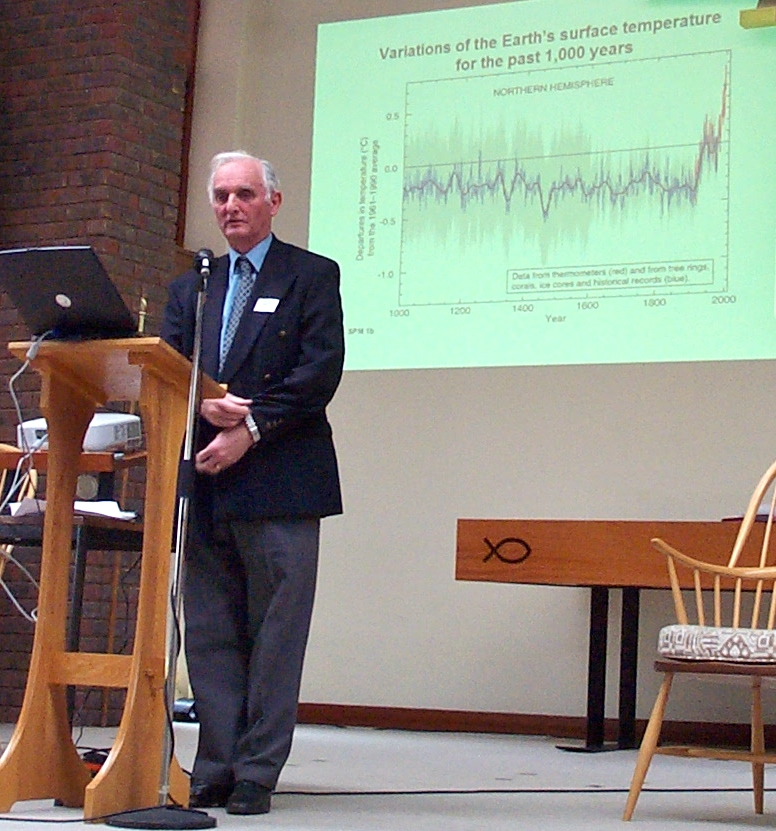
John Houghton (2005)

Sir John Theodore Houghton (* 30. Dezember 1931 in Dyserth; † 15. April 2020) war ein britischer Klimaforscher und einflussreicher Warner vor der globalen Erwärmung.

## Leben und früher Werdegang
Houghton wuchs in Rhyl, an der Nordküste von Wales, auf. Seine Eltern waren strenggläubige Baptisten, sein Vater Geschichtslehrer, seine Mutter zunächst Mathematiklehrerin, nach ihrer Heirat Hausfrau. Im Jahr 1948 ging John Houghton nach Oxford, wo er am Jesus College studierte. Nach seinem Bachelorabschluss, 1951, schloss er sich einer Gruppe von Forschern um Gordon Dobson, einen Pionier der Stratosphären- und Ozonforschung, und Alan Brewer an. Houghton entwickelte Instrumente zur Strahlungsmessung in der Stratosphäre, mit denen vermutete polwärts gerichtete Strömungen untersucht werden sollten – diese Strömungen wurden als Brewer-Dobson-Zirkulation bekannt. Die Variabilität der Atmosphäre erwies sich aber als zu groß. Deshalb waren die damaligen Messungen nicht geeignet, Rückschlüsse auf Luftströmungen zu ziehen. Houghton schloss sein Studium am Jesus College 1955 mit einer Promotion ab.
Um seiner Wehrpflicht nachzukommen und zugleich seine Forschungen fortsetzen zu können, wechselte Houghton 1955 an das Royal Aircraft Establishment, Farnborough. Er leitete dort eine Gruppe, die Messungen der Absorption von Infrarotstrahlung durch verschiedene Gase in der Atmosphäre vornahm und verbesserte (siehe auch Infrarotspektroskopie). Neben diesem Hauptprojekt beschäftigten ihn auch die damaligen Kernwaffentests Großbritanniens.
Houghton war in zweiter Ehe verheiratet und hatte zwei Kinder. Er erkrankte, nach Angaben einer Enkelin, 2020 an COVID-19 und starb im April des Jahres im Alter von 88 Jahren.

## Fernerkundung der Atmosphäre, Oxford
Im Jahr 1958 ging Houghton zurück nach Oxford an das Jesus College und wurde Dozent für Atmosphärenphysik. Er baute dort eine Gruppe auf, die bahnbrechende Beiträge zur Fernerkundung der atmosphärischen Temperatur und Zusammensetzung entwickelte. Schwerpunkt seiner Arbeit wurde die Entwicklung von Instrumenten, welche die sich seit Mitte der 1950er Jahre entwickelnden Möglichkeiten der Satellitentechnologie für die Messung der Temperaturschichtung der Atmosphäre nutzbar machen sollten.
In den 1970er Jahren war er als leitender Wissenschaftler an grundlegenden NASA-Weltraumexperimenten (Nimbus Satelliten) zur Fernerkundung der vertikalen Temperaturverteilung der Atmosphäre beteiligt. Von 1976 bis 1983 war er Professor für atmosphärische Physik an der Universität Oxford.

## Leitung wissenschaftlicher Einrichtungen
Mit dem Ende des Nimbus-Programms ließ sich Houghton im Jahr 1979 in Oxford beurlauben und ging bis 1983 als stellvertretender Direktor an das Rutherford Appleton Laboratory. Aufgabe dieser Einrichtung war es, die Weltraumforschung an den Universitäten des Landes zu unterstützen und zu koordinieren. Houghton führte das bis 1979 eigenständige Appleton Laboratory in den Zusammenschluss mit dem deutlich größeren Rutherford Laboratory.

### MetOffice
Houghton ging nicht mehr nach Oxford zurück, sondern trat 1983 die Nachfolge von John Mason als Generaldirektor des UK Meteorological Office (Met Office) an, die er bis 1991 innehatte.
In dieser Rolle war Houghton an der Erarbeitung der Struktur und Prozesse des „Weltklimarates“ (IPCC) beteiligt, der mit der Konferenz der Weltmeteorologieorganisation (WMO) in Genf im November 1987 unter Mitwirkung von Houghton Gestalt anzunehmen begann und im November 1988 in Genf sich das erste Mal traf. Houghton wurde der erste Leiter der Arbeitsgruppe I (WG I) des IPCC, die sich mit den naturwissenschaftlichen Grundlagen des Klimawandels befasst. Im Januar 1989 nahm die WG I ihre Arbeit auf. Ziel der ersten Jahre war es, vor der zweiten Weltklimakonferenz 1990 einen ersten Bericht vorzulegen. Vor dem Erdgipfel in Rio 1992 wurde zudem ein Interimsbericht erstellt. Zur Unterstützung der Wissenschaftler der WG I richtete Houghton am MetOffice eine Technical Support Unit (TSU) ein.
Schon unter Mason hatte es am MetOffice einen aufkeimenden klimatologischen Zweig gegeben. Mit dem Bekenntnis der britischen Regierung, weiter über den Klimawandel informieren und entsprechende Forschung unterstützen zu wollen, gründete Houghton 1990 auf dieser Basis das Hadley Centre for Climate Prediction and Research.
Unter dem Druck der Regierung Thatcher wurden unter Houghtons Leitung meteorologische Dienstleistungen als Angebot auch für den Privatsektor deutlich ausgeweitet. Um das MetOffice finanziell unabhängiger zu machen, trieb er dessen Umwandlung in eine Behörde mit einem eigenen Budget (executive agency) voran. Kurz vor Ende seiner Amtszeit im Jahr 1990 waren diese Bemühungen erfolgreich.

### Vorsitzender der IPCC-Arbeitsgruppe I
Mit ihrer Gründung 1988 übernahm Houghton die Leitung der Arbeitsgruppe I (Science Working Group) des im Deutschen oft als "Weltklimarat" bezeichneten Intergovernmental Panel on Climate Change (IPCC), die sich mit den naturwissenschaftlichen Grundlagen der gegenwärtigen Klimaveränderungen befasst. Er war Herausgeber des Beitrags der Arbeitsgruppe zum ersten Sachstandsbericht des IPCC (1990) und des Interimsberichts (1992).
Für die Erarbeitung der nachfolgenden Assessment Reports wurde es zur Regel, dass immer zwei Wissenschaftler eine Arbeitsgruppe leiteten, einer aus einem Industrie- und einer aus einem Entwicklungsland. Die Leitung der Arbeitsgruppe I zur Erarbeitung des zweiten Assessment Reports (1995) hatte Houghton gemeinsam mit dem Brasilianer Luiz Gylvan Meira Filho inne. In einem Essay einer Nature-Reihe über Treffen, die die Welt veränderten, konnte Houghton die vorbereitende IPCC-Konferenz in Madrid Ende November 1995 als ein solches Treffen würdigen. Für Houghton war es wegen der Aktivitäten der Global Climate Coalition und anderer Akteure, die eng mit Saudi-Arabien, Kuwait und weiteren öl- und erdgasexportiertenden Staaten zusammenarbeiteten, um eine Abschwächung der Zusammenfassung zu erreichen, eine besondere Herausforderung.
Für die Erarbeitung des dritten Assessment Reports (2002) teilten sich Houghton und der chinesische Meteorologe Yihui Ding die Leitung.

### Weitere Funktionen
Houghton war 1976 bis 1978 Präsident der Royal Meteorological Society. Zudem übernahm Houghton auch führende Funktionen in internationalen Wissenschaftsgremien: 1981 bis 1984 den Vorsitz des Joint Scientific Committee des World Climate Research Programme (WCRP), in dieser Zeit wurden wichtige Vorhaben der Dekade initiiert: das World Ocean Circulation Experiment (WOCE) und das Tropical Ocean Global Atmosphere program (TOGA). Als Vorsitzender des Earth Observation Advisory Committee der Europäischen Weltraumorganisation beaufsichtigte er die Entwicklung des Erdbeobachtungssatelliten ERS-1. In den Jahren 1987–1991 war Houghton Vizepräsident der Weltorganisation für Meteorologie (WMO). Houghton war an der Gründung des Global Climate Observing System (GCOS) 1992 beteiligt und leitete das erste Gründungskomitee.
1992 bis 1998 war er Vorsitzender der 1970 gegründeten Royal Commission on Environmental Pollution. 1994 bis 2000 war er Mitglied der britischen Regierungskommission für Nachhaltige Entwicklung (UK Government Panel on Sustainable Development). In dieser Funktion beriet er, wie auch schon zuvor als Direktor des Met Office, die britischen Regierung in Fragen des Klimawandels.
Von 2000 bis 2010 war Houghton Trustee der Shell-Stiftung. Die Stiftung finanziert Projekte, die zur Energieversorgung und eine nachhaltige Entwicklung in Entwicklungsländern beitragen sollen.
Houghton war in protestantischen Kreisen aktiv (Presbyterianische Kirche) und in diesem Zusammenhang Vorsitzender der John Ray Initiative, die Christentum, Wissenschaft und Umweltschutz in Einklang bringen will. Er war Gründungsmitglied der International Society for Science and Religion und Präsident des Victoria Institute.

## Ehrungen und Mitgliedschaften
- 1990 Glazebrook Medal
- 1991 Bakerian Medal and Lecture[22]
- 1995 Goldmedaille der Royal Astronomical Society
- 1999 International Meteorological Organization Prize
- 1998 Ehrenmitglied der American Meteorological Society
- Ehrenmitglied der Royal Meteorological Society
- Ehren-Fellow des Royal Institute of British Architects
- 2006 Japan-Preis[19]
- 2009 Albert Einstein World Award of Science[8]

Er war Fellow der Royal Society, der Learned Society of Wales, des Institute of Physics, der Optical Society of America und Mitglied der Academia Europaea. Für seine Verdienste wurde er als „Commander“ in den Order of the British Empire aufgenommen, 1991 als Knight Bachelor geadelt.

## Schriften

### Monografien
- In the Eye of the Storm: The Autobiography of Sir John Houghton, Oxford, 2013.
- Global warming: the complete briefing, 3. Auflage, Cambridge University Press 2004 (zuerst 1994) (Einführung in den wissenschaftlichen Kenntnisstand zur globalen Erwärmung auf Undergraduate-Niveau)
- Does God play Dice ? A look at the strange story of the Universe, Leicester 1988
- mit F. W. Taylor, C. D. Rodgers Remote sounding of atmospheres, Cambridge University Press 1984
- Physics of Atmospheres, 3. Auflage, Cambridge University Press 2002 (zuerst 1977) („maßgebliches“[23] Buch über die Atmosphärenphysik)
- mit S. D. Smith Infra-red physics, Clarendon Press, 1966.

### Fachaufsätze
- Alan W. Brewer, John Theodore Houghton: Some measurements of the flux of infra-red radiation in the atmosphere. In: Philosophical Transactions of the Royal Society A. August 1956, doi:10.1098/rspa.1956.0126 (über die Stratosphären-Messkampagne der Gruppe um Alan Brewer in der ersten Hälfte der 1950er Jahre).
- John Theodore Houghton, N. D. P. Hughes, T. S. Moss, J. S. Seeley: An atlas of infra-red solar spectrum from 1 to 6.5μ observed from a high-altitude aircraft. In: Philosophical Transactions of the Royal Society A. November 1961, doi:10.1098/rsta.1961.0012.
- John Theodore Houghton: The Stratosphere and Mesosphere. Presidential Address; delivered 27 April 1977. In: Quarterly Journal of the Royal Meteorological Society. Januar 1978, doi:10.1002/qj.49710443902 (Review der Stratosphären- und Mesosphärenmeteorologie und wie Daten des Selective Chopper Radiometer, an Bord von Nimbus 4 und 5, und Pressure Modulator Radiometer, Nimbus 6, zu dem Verständnis beitrugen[24]).